# Ministère de la Santé (Azerbaïdjan)
Le ministère de la Santé de la République d'Azerbaïdjan (en azéri : Azərbaycan Respublikasının Səhiyyə Nazirliyi) est un organisme gouvernemental du Cabinet d'Azerbaïdjan chargé de réglementer le système de santé en République d'Azerbaïdjan. Le ministère est dirigé par Ogtay Chiraliyev.

## Histoire
Le ministère de la Santé a été créé le 17 juin 1918 par décret du Conseil des ministres de la République démocratique d'Azerbaïdjan dirigé par Fatali Khan Khoyski. Khoudadat Rafibeyli était le premier ministre. Il était le chirurgien le plus expérimenté du pays à l'époque. Le ministère comprenait cinq départements, dont le service de santé de la ville, les statistiques de la santé, la thérapie, les soins de santé en milieu rural et les bureaux de vétérinaires. Les soins médicaux ont été fournis gratuitement à la population pendant que les autorités construisaient de nouveaux hôpitaux, des laboratoires, des dispensaires et achetaient du matériel médical.  Au cours des 23 mois d'existence de la République démocratique d'Azerbaïdjan, 33 hôpitaux ont été implantés dans les provinces azerbaïdjanaises, comprenant chacun 1 médecin, 2 ambulanciers paramédicaux, 1 gynécologue et une infirmière. Selon les statistiques, il n'y avait qu'un médecin pour 75 000 habitants. En raison de la pénurie, le Parlement azerbaïdjanais a notamment prévu la construction de 35 nouveaux hôpitaux et de 56 bureaux paramédicaux dans le budget de 1920, engageant 43 321 950 AZN. Sous le régime soviétique d'Azerbaïdjan, de nouveaux hôpitaux et pharmacies ont été construits. Dans les années 1960-1970, le secteur médical a été renforcé et de nouveaux services d'ambulance ont été ouverts au public. Le ministère exerce aujourd'hui ses activités en vertu d'une loi signée par le président Heydar Aliyev, le 29 décembre 1998.

## Fonctions
- organisation et régulation du système de santé,
- garantie d'assistance médicale à la population;
- préparation et mise en œuvre de programmes d’État dans les domaines appropriés;
- réglementation du centre des stations sanitaires et épidémiologiques;
- fourniture de médicaments;
- Prophylaxie de maladies dangereuses[3].

## Structure
Les principales fonctions du ministère sont l'organisation et la réglementation du système de santé dans le pays afin de fournir des soins médicaux suffisants à la population; préparation et mise en œuvre de programmes de santé publics; mener des activités visant à améliorer les services fournis par les sociétés médicales des secteurs public et privé; réglementation des postes d'épidémiologie sanitaire dans le pays; préparation de programmes sur la parentalité et la planification familiale; fourniture de médicaments, de produits bactériologiques et antivirus aux hôpitaux; réglementation et développement des réseaux de bureaux de pharmacie; recherche et développement de fabrication de matériel médical; prévention des maladies dangereuses dans le pays et ainsi de suite.

## Ministres de la Santé
- Khoudadat béy Rafibéyli
- Yevsey Gindes
- Abraam Dastakyan
- Moussa béy Rafiyev
- Aghahussein Kazimov
- Mohsun Israfilbéyov
- Kubra Faradjova
- Aziz Aliyev
- Askar Ismailov
- Makhmud Aliyev
- Kubra Faradjova
- Veli Akhundov
- Beuyuk Aghayev
- Fakhri Vekilov
- Hanifa Abdullayev
- Talyat Kassumov
- Ali Insanov
- Oktay Chiraliyev (actuel)[2]